# آخرین تک‌سوار
آخرین تک‌سوار یا آخرین تک سوار ایل فیلمی به کارگردانی سید محمد سیف زاده و نویسندگی  سید محمد سیف زاده ساختهٔ سال ۱۳۷۷ است.که براساس اسنادتاریخی وملی معتبرنوشته شدومورداستقبال فراوان قرارگرفت. 
در این فیلم بازیگران حرفه ای ونام اوری همچون بهزادفراهانی،هادی مرزبان درکناربازیگران لرستانی همچون محمدیگانه،نصرت مسعودی،عابدین بهاروند، ابراهیم جوادی،نورعلی لطفی وولی رستمی نیز ایفای نقش کرده‌است.

## بازیگران
- بهزاد فراهانی
- هادی مرزبان
- ولی‌الله رستمی‌نژاد
- محمد یگانه
- زهرا محمدی
- فرخنده بهرامی
- فروزان رضاییان
- احمد فخارپور
- ابراهیم جوادی
- مجید عبدالعظیمی
- نصرت‌الله مسعودی
- عابدین بهاروند
- محمد فلاح
- حجت اله علیپور
- نورعلی لطفی
- نعمت اله کمال وند
- محمدرضا کشاورز
- عزیز کشاورز
- محمد عبداللهی
- عبدی علی‌نژاد
- حامد کدخدایی
- محمدعیسی خانجانی
- رمضان عرب
- افشین گلی پور
- قدرت اله سهراب
- سیدمصطفی موسوی
- ابراهیم صالحی
- فریبا سگوند
- حشمت اله جمشیدی
- یداله ملکی
- بتول حسینی
- عبدالمحمد کدخدایی
- مجید ولی زاده
- ولی اله نیک نام
- احمد حقانی
- وحید کاشفی
- رضا سبزیان
- حسین بختیاری
- نصرت اله بیات
- هوشنگ بختیاری
- محمد امیری زاده
- رحیم خداپوررحیم
- محمدرضا بیرانوند
- حسین سپهوند